# Ochthocharis setosa
Ochthocharis setosa är en tvåhjärtbladig växtart som först beskrevs av Joseph Dalton Hooker, och fick sitt nu gällande namn av Carlo Hansen och Gerald Ernest Wickens. Ochthocharis setosa ingår i släktet Ochthocharis och familjen Melastomataceae. Inga underarter finns listade i Catalogue of Life.